# بال در بال
بال در بال نام یک آلبوم موسیقی با شعرخوانی هوشنگ ابتهاج (ه.الف سایه) و بداهه‌نوازی تار محمدرضا لطفی در کنار تنبک نوازی محمد قوی‌حلم می‌باشد،این آلبوم به مناسبت هفتادمین سالگرد تولد هوشنگ ابتهاج منتشر شد،این اثر شامل ضبط اجرای کنسرت در سال ۱۹۹۷ در شهر کلن آلمان می‌باشد.
سایه متولد ۱۳۰۶ است و بنابراین این برنامه بزرگداشت هفتادمین سالگرد تولد ایشان است که به دلیلی نا معلوم همه جا هشتادمین سالگرد بیان شده است.

## فهرست آهنگ‌ها
قطعه اول دو نوازی سه تار محمد رضا لطفی و تنبک محمد قوی حلم 
قطعه دوم (۴۰ دقیقه‌) (تار و آواز) محمدرضا لطفی بر روی اشعار سایه، (دکلمه شعر) سایه، (تنبک) محمد قوی‌حلم